# Ilkka
Ilkka ist ein männlicher Vorname.

## Herkunft und Bedeutung
Der Vorname Ilkka ist vom Nachnamen des finnischen Bauernführers Jaakko Pentinpoika Ilkka (1545–1597) abgeleitet.

## Verbreitung
In den deutschsprachigen Ländern ist der Name nur selten anzutreffen. In der Schweiz tragen ihn 11 Personen (Stand 2023). Den Namen tragen in Finnland 10.792 Jungen, damit steht er auf Rang 66. (Stand 2023). Die Vergabe ist auch in Schottland nachgewiesen. Ilkka ist in Schweden ein mäßig beliebter Jungenname, in Dänemark und Norwegen wird er hingegen nur sehr selten vergeben.

## Namensträger
- Ilkka Hanski (1953–2016), finnischer Ökologe und Evolutionsbiologe
- Ilkka Heikkinen (* 1984), finnischer Eishockeyspieler
- Ilkka Kanerva (1948–2022), finnischer Politiker
- Ilkka Koski (1928–1993), finnischer Boxer
- Ilkka Laitinen (1962–2019), Direktor von Frontex
- Ilkka Mikkola (* 1979), finnischer Eishockeyspieler
- Ilkka Nyqvist (* 1975), finnischer Badmintonspieler
- Ilkka Pikkarainen (* 1981), finnischer Eishockeyspieler
- Ilkka Remes (eigentlich Petri Pykälä, * 1962), finnischer Autor
- Ilkka Salmi (Schachspieler) (* 1956), finnischer Fernschachspieler
- Ilkka Salmi (Beamter) (* 1968), finnischer Sicherheitsbeamter
- Ilkka Sinisalo (1958–2017), finnischer Eishockeyspieler
- Ilkka Suominen (1939–2022), finnischer Politiker